# Helena Chagas
Helena Maria de Freitas Chagas ORB (Rio de Janeiro, 13 de outubro de 1961) é uma jornalista brasileira. Filha do jornalista de política Carlos Chagas, foi ministra-chefe da Secretaria de Comunicação Social da Presidência da República do Brasil durante o governo Dilma Rousseff. Foi consultora de comunicação e, esporadicamente, escreve para o Blog do Noblat do jornal O Globo. Hoje, é consultora de comunicação sócia e colunista do site Os Divergentes e colunista do portal Brasil 247 e comentarista na TV 247.

## Carreira jornalística
Ela se formou pela Universidade de Brasília e passou por grandes veículos da mídia, tendo coberto eventos como a inauguração da Nova República e a Assembleia Nacional Constituinte. Iniciando no jornal O Globo, em 1982, ela passou para o Senado Federal, como servidora concursada, e ali atuou como  repórter e produtora dos programas da casa legislativa. Voltando a O Globo em 1995, atuou como coordenadora da área de política, além de ter sido chefe de redação e diretora da sucursal em Brasília.
Dali por diante, ela manteve colunas no jornal O Globo e no jornal Diário de S. Paulo, além de um blog de análise política no g1. Em 2005, foi condecorada pelo presidente Luiz Inácio Lula da Silva com a Ordem de Rio Branco no grau de Oficial suplementar. Em 2006, assumiu  a diretoria de jornalismo da sucursal de Brasília do Sistema Brasileiro de Televisão (SBT). Ela também foi coordenadora da TV Brasil, da Agência Brasil e do sistema de rádios da Radiobrás, sempre enfatizando matérias relativas a cidadania.

## Atuação na política
Em abril de 2010, ela se tornou coordenadora de imprensa da campanha de Dilma Rousseff. Em 9 de dezembro de 2010, ela foi cotada como ministra-chefe da Secretaria de Comunicação Social da Presidência da República. Deixou o cargo em 31 de janeiro de 2014, sendo substituída por Thomas Traumann.